# Cebu Pacific
Cebu Pacific Air — филиппинская бюджетная авиакомпания, обслуживающая внутренние и международные авиалинии. Основана 26 августа 1988 года как Cebu Air. В 2012 году перевезла 12,3 миллиона пассажиров, став крупнейшим авиаперевозчиком Филиппин.
Входит в холдинг JG Summit.

## Направления
Cebu Pacific обслуживает 34 внутренних и 22 международных направления в 14 странах

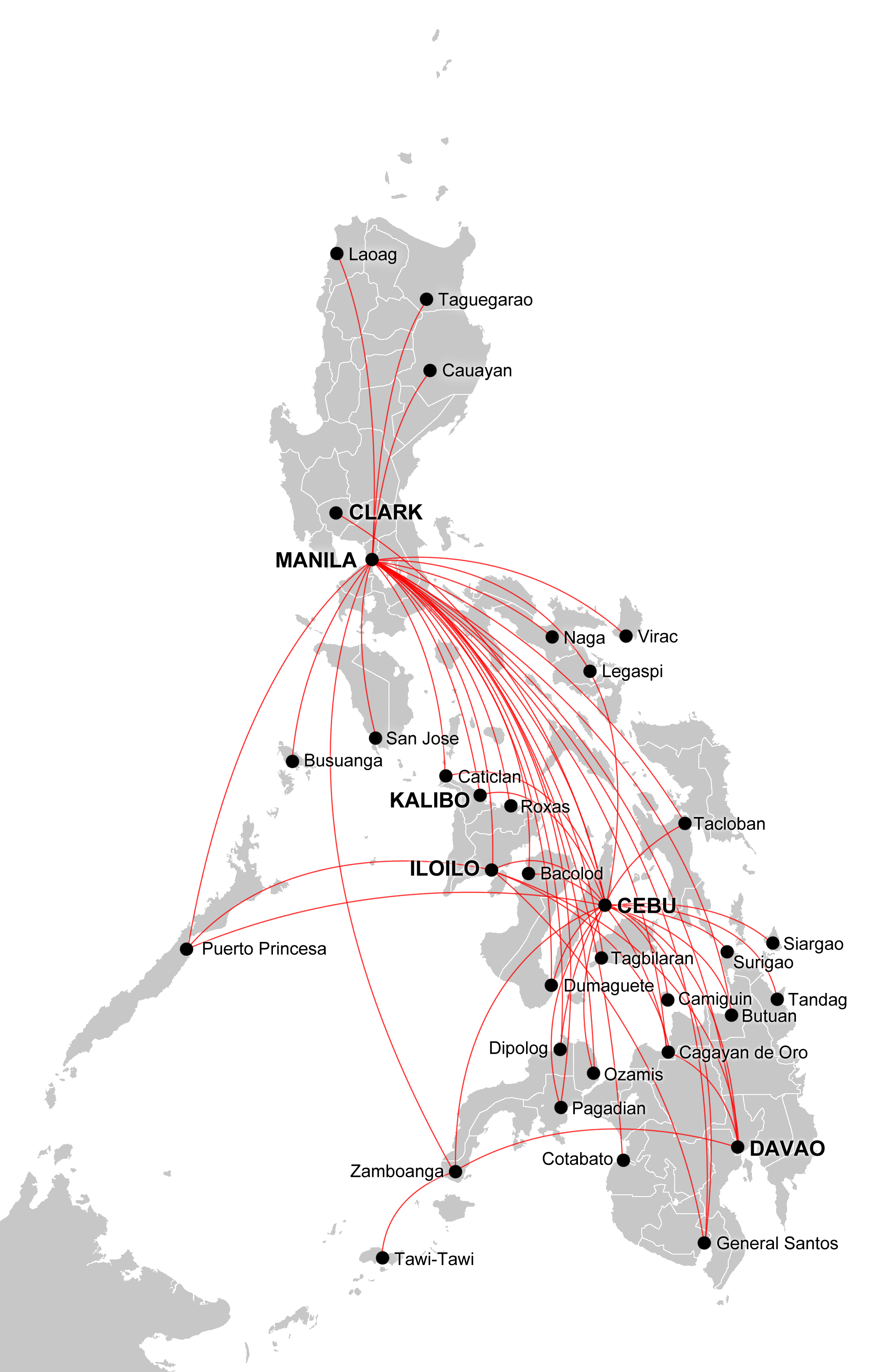
Карта внутренних направлений Cebu Pacific
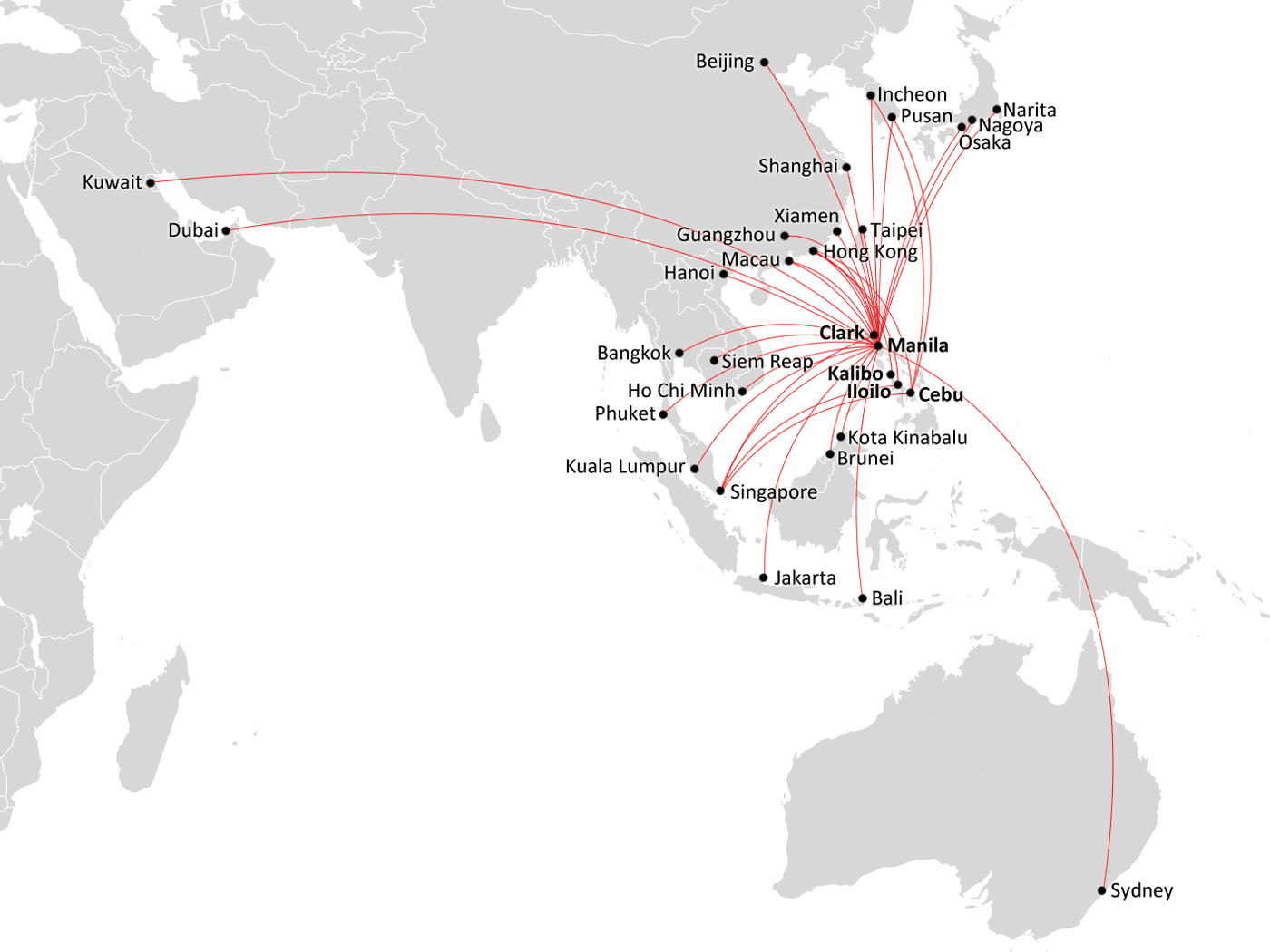
Карта международных направлений Cebu Pacific

## Флот

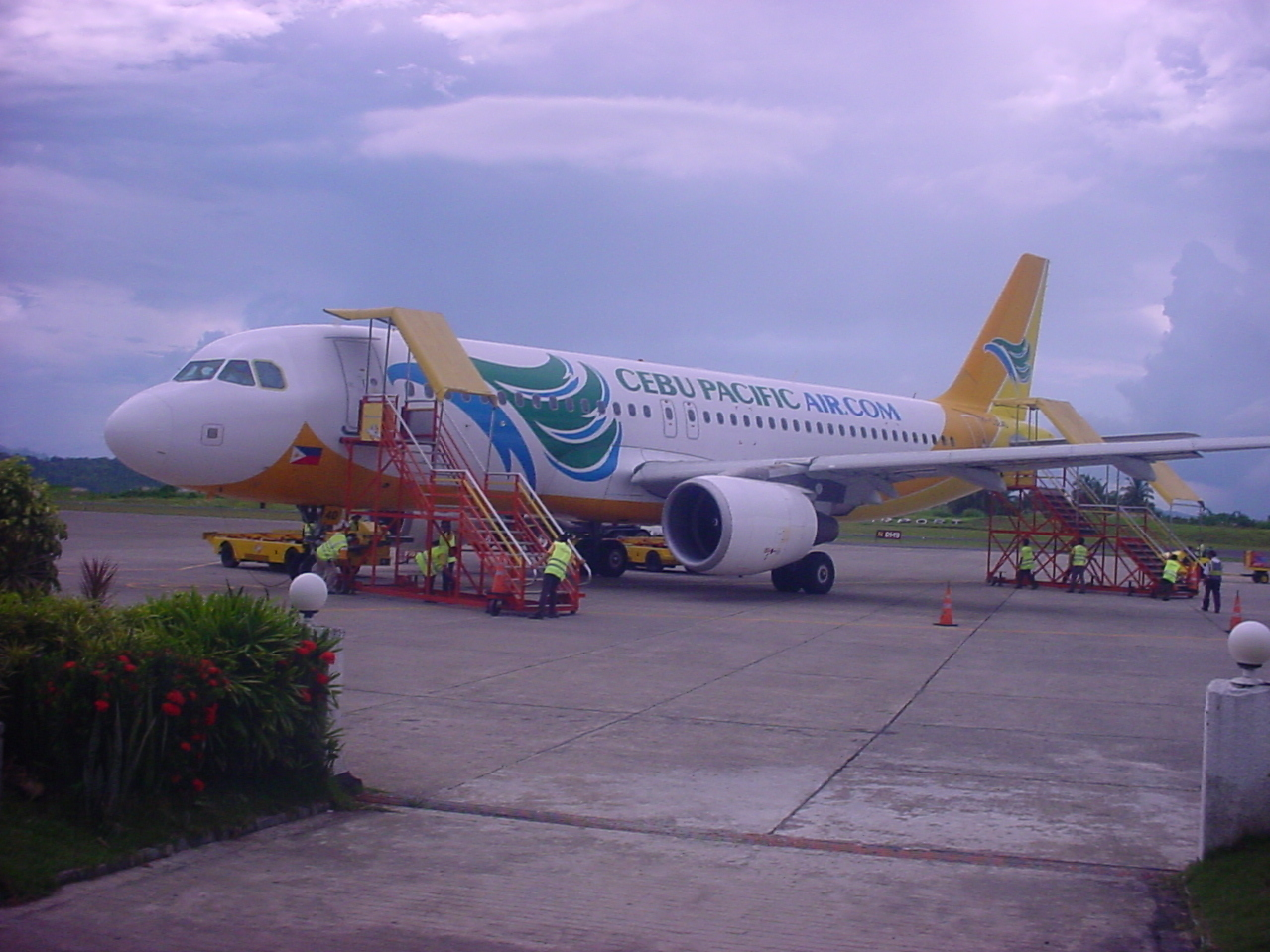
Airbus A320-200 авиакомпании Cebu Pacific в аэропорте Кагаян-де-Оро, Филиппины

В августе 2021 года флот Cebu Pacific состоял из 62 самолетов, средний возраст которых 5,1 лет:

## Запрет Евросоюза
Самолётам Cebu Pacific запрещено с 31 марта 2010 года летать в страны Евросоюза из-за проблем в обеспечении безопасности.